# 불가사리 (1962년 영화)
《송도말년의 불가사리》(松都末年의 불가사리)는 한국에서 제작된 김명제 감독의 1962년 괴수 영화이다. 최무룡, 엄앵란 등이 출연하였고, 조용진 등이 제작에 참여하였다.
신상옥 감독이 북한에 억류돼있던 시절인 1985년에 북한에서 리메이크 영화 《불가사리》를 연출하였다.

## 출연
- 최무룡
- 엄앵란
- 강미애

## 기타 제작진
- 조명: 강기종
- 미술: 원제래